# Палетный стеллаж
Палетный стеллаж — распространённая конструкция для хранения грузов на поддонах (палетах). Такая система хранения предоставляет непосредственный прямой доступ к каждому объекту складирования.
Палетные стеллажи делятся на:
- фронтальные стеллажи
- въездные стеллажи (набивные, глубинные)
- гравитационные стеллажи
- мобильные стеллажи.

Фронтальные стеллажи можно разместить в одну или две линии любой длины с необходимым количеством ярусов. Конструкция палетных стеллажей довольно проста — сборно-разборная система, которая состоит из следующих основных элементов: рамы, балки горизонтальные и межрамные соединения. Палетным стеллажам присуща широкая адаптивность к складирования различных объектов (поддоны всех типов, ящики, бочки, рулоны и т. д.) и эффективное использование площади и объема помещения (на 40-50 %), предназначенного для складирования. По сравнению с другими стеллажными системами, складское оборудование фронтального типа отличается низкими капитальными инвестициями и операционными расходами. Фронтальные стеллажи используются для складирования как однотипных, так и комбинированных грузов, обеспечивая легкий доступ к каждому виду продукции, не нарушая систему хранения.